# Gavril Zanetov
Gavril Zanetov est un avocat, historien, publiciste, critique littéraire bulgare.
Extrêmement proche de Vasil Radoslavov. Pendant la Première Guerre mondiale, il s'est engagé dans la cause de prouver l'héritage historique bulgare de la Serbie.